# Samuel Lustenberger
Samuel Lustenberger (Lucerna, Suiza, 20 de enero de 1985) es un exfutbolista y entrenador helvético–dominicano. Actualmente dirige al Luzerner SC de Suiza.

## Selección nacional
Representó internacionalmente a la selección de la República Dominicana. 

## Clubes

### Como jugador
| Club           | País                 | Año         |
| -------------- | -------------------- | ----------- |
| FC Luzern      | Suiza                | 2005 – 2006 |
| SC Cham        | Suiza                | 2006 – 2008 |
| FC Emmenbrücke | Suiza                | 2008 – 2010 |
| FC Ibach       | Suiza                | 2010 – 2013 |
| SC Cham        | Suiza                | 2013 – 2014 |
| FC Küssnacht   | Suiza                | 2014 – 2015 |
| Cibao FC       | República Dominicana | 2015        |
| FC Altdorf     | Suiza                | 2015 - 2020 |

### Como entrenador
| Club        | País  | Año         |
| ----------- | ----- | ----------- |
| FC Altdorf  | Suiza | 2018 – 2020 |
| FC Sins     | Suiza | 2020 – 2024 |
| Luzerner SC | Suiza | 2024 – act. |

## Vida personal
Lustenberger vivió en Santo Domingo, República Dominicana desde los 2 años de edad hasta los 15, cuando regresó a su ciudad natal, Lucerna, en Suiza. Es primo del también jugador Claudio Lustenberger.